# 吉良親貞
吉良 親貞（きら ちかさだ）は、戦国時代から安土桃山時代にかけての武将。長宗我部国親の次男。長宗我部氏の家臣。中村城主。

## 生涯
天文10年（1541年）、土佐国の戦国大名・長宗我部国親の次男として誕生。
初陣は兄・長宗我部元親と同じ長浜の戦いである。永禄6年（1563年）、兄の命で土佐吉良氏の婿養子となってこれを継ぎ、その後は一条氏討伐で軍功を挙げ、元親に代わって総大将を務めることもあった。一条兼定の追放も、この親貞の尽力あってのことと言われている。
天正2年（1574年）、中村城主になる。
天正3年（1575年）、一条兼定が再起を図って土佐に攻め込んできた際、一時、長宗我部氏は窮地に陥ったが、親貞は四万十川の戦いで一条軍を破り、その窮地を救った。
天正4年（1576年）、病死。